# Любечна
Любечна (словен. Ljubečna) — поселення в общині Целє, Савинський регіон, Словенія. 
Висота над рівнем моря: 260,2 м.

## Міста-побратими
Місто має побратима:
- Терль, Австрія